# ريتشارد هولمز (كاتب)
ريتشارد هولمز (بالإنجليزية: Richard Holmes) (و. 1945  م) هو كاتب، وكاتب سير بريطاني، ولد في لندن، هو عضوٌ في الجمعية الملكية، والأكاديمية البريطانية، والجمعية الملكية للأدب.

## التعليم
تعلم في كلية تشرشل
.

## جوائز
حصل على جوائز منها:
- الجوائز الأميركية للكتاب (2009)
- زميل الأكاديمية البريطانية
- نيشان الامبراطورية البريطانية من رتبة ضابط
- الجائزة التذكارية لجيمس تايت بلاك [الإنجليزية]‏
- زميل في الجمعية الملكية للأدب